# James L. Venable
James Lewis „Jim“ Venable (* 17. Mai 1967 in Santa Monica, Kalifornien) ist ein US-amerikanischer Filmkomponist, der vor allem durch die Musik für mehrere Filme des Regisseurs Kevin Smith bekannt wurde. Sein Schaffen umfasst mehr als 50 Film- und Fernsehproduktionen.

## Filmografie (Auswahl)
Filme
- 2001: Jay und Silent Bob schlagen zurück (Jay and Silent Bob Strike Back)
- 2003: Scary Movie 3
- 2004: Jersey Girl
- 2004: Eurotrip (EuroTrip)
- 2005: Deuce Bigalow: European Gigolo
- 2005: Venom – Biss der Teufelsschlangen (Venom)
- 2006: Clerks 2 (Clerks II)
- 2006: Scary Movie 4
- 2008: Zack and Miri Make a Porno
- 2008: Big Fat Important Movie (An American Carol)
- 2008: Superhero Movie
- 2009: Frequently Asked Questions About Time Travel
- 2013: Scary Movie 5
- 2018: Supercon
- 2019: Jay and Silent Bob Reboot
- 2022: Clerks III

Serien
- 1998–2001: Powerpuff Girls
- 2001–2004: Samurai Jack
- 2003–2009: Teenage Robot
- 2004–2009: Fosters Haus für Fantasiefreunde (Foster’s Home for Imaginary Friends)
- 2014–2018: Clarence

## Auszeichnungen
Venable wurde viermal mit dem Annie Award ausgezeichnet. 2005 wurde er für einen Emmy nominiert (für Fosters Haus für Fantasiefreunde). Außerdem erhielt er eine Nominierung für einen BMI Film & TV Award.